# Куршенер
Куршенер (мар. Эсменесола) — деревня в Новоторъяльском районе Республики Марий Эл. Входит в состав Масканурского сельского поселения.

## География
Находится в северо-восточной части республики Марий Эл на расстоянии приблизительно 9 км по прямой на север от районного центра посёлка Новый Торъял.

## История
Известна с 1791 года, когда здесь числились 4 двора, где проживали 23 жителя. В 1811 году было 17 дворов, 44 человека. К 1836 году было 14 дворов, 127 жителей. В 1884 году в деревне было 18 дворов, 104 человека. В 1932 году в деревне было 123 жителя, в 1939 году — 29 дворов. На 1999 год в Куршенере числилось 11 домов. В советское время работали колхозы «Куршенер», «Тумер», «Толмань» и совхоз «Заречный».

## Население
Население составляло 26 человек (мари 92 %) в 2002 году, 11 в 2010.